# Kościół św. Michała Archanioła w Mszanie Dolnej

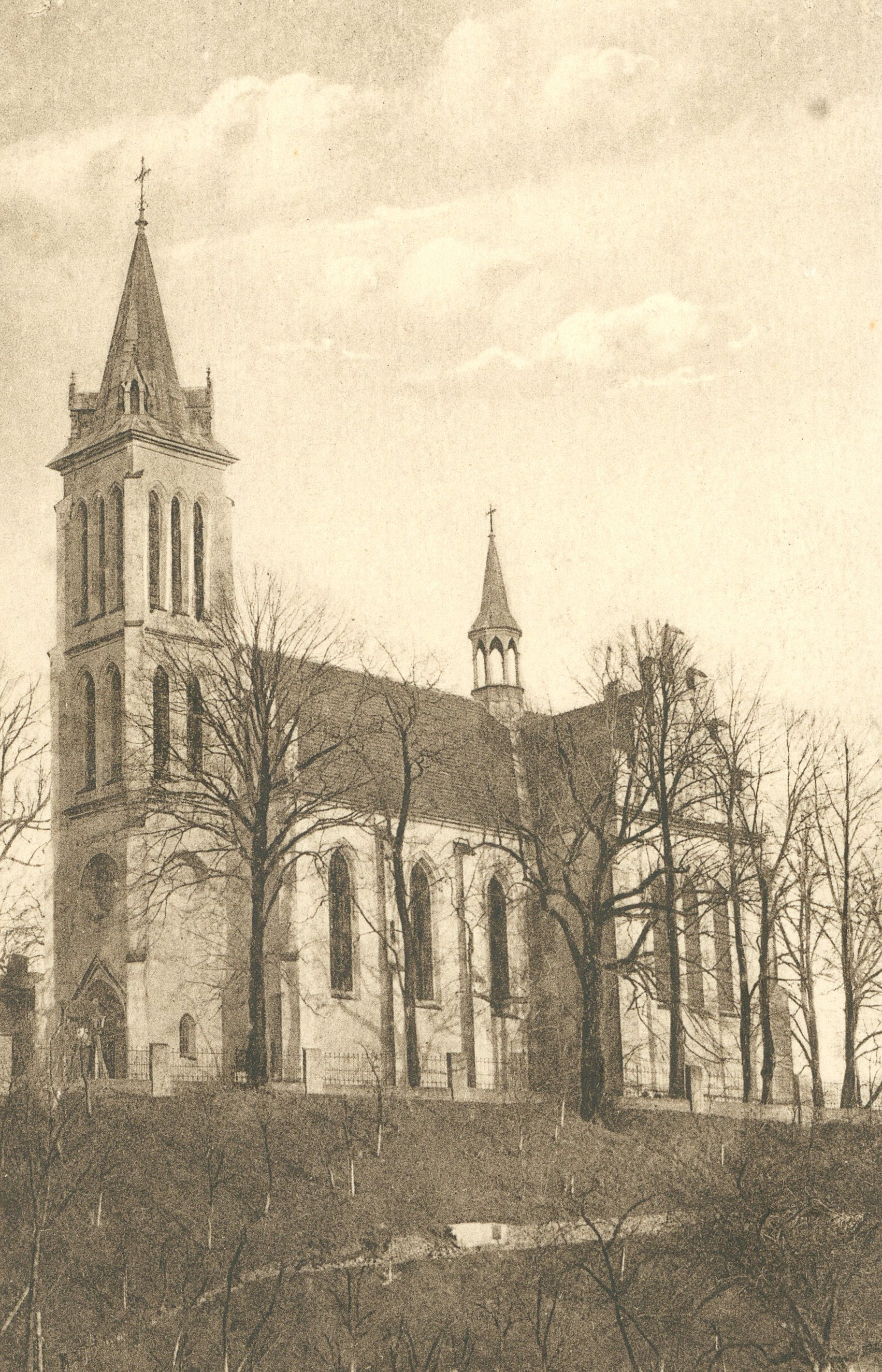
Kościół około 1930–1939

Kościół św. Michała Archanioła – zabytkowy rzymskokatolicki kościół parafialny w stylu neogotyckim znajdujący się Mszanie Dolnej przy ul. Jana Pawła II 3.

## Historia
Kościół w Mszanie Dolnej wzniesiony został w miejscu dawnego kościoła drewnianego. Inicjatorem jego budowy był ks. Wincenty Jankowski, a większość niezbędnych środków zapewniła hrabiowska rodzina Krasińskich. Budowę rozpoczęto w 1891 a zakończono w 1901. Uroczystej konsekracji dokonał biskup Leon Wałęga w 1901. W kolejnych latach trwały prace nad wykończeniem i wyposażeniem świątyni.
W XX wieku kilkakrotnie dokonano różnych inwestycji, których celem było albo upiększenie albo odnowienie kościoła. M.in.: wyremontowano dach i wieżę, naprawiono sygnaturkę, zainstalowano ogrzewanie, otynkowano kościół, odnowiono ołtarze, odświeżono polichromię, zmieniono pokrycie dachu na blachę miedzianą, zrekonstruowano zniszczone w czasie II wojny światowej witraże itp.

## Opis

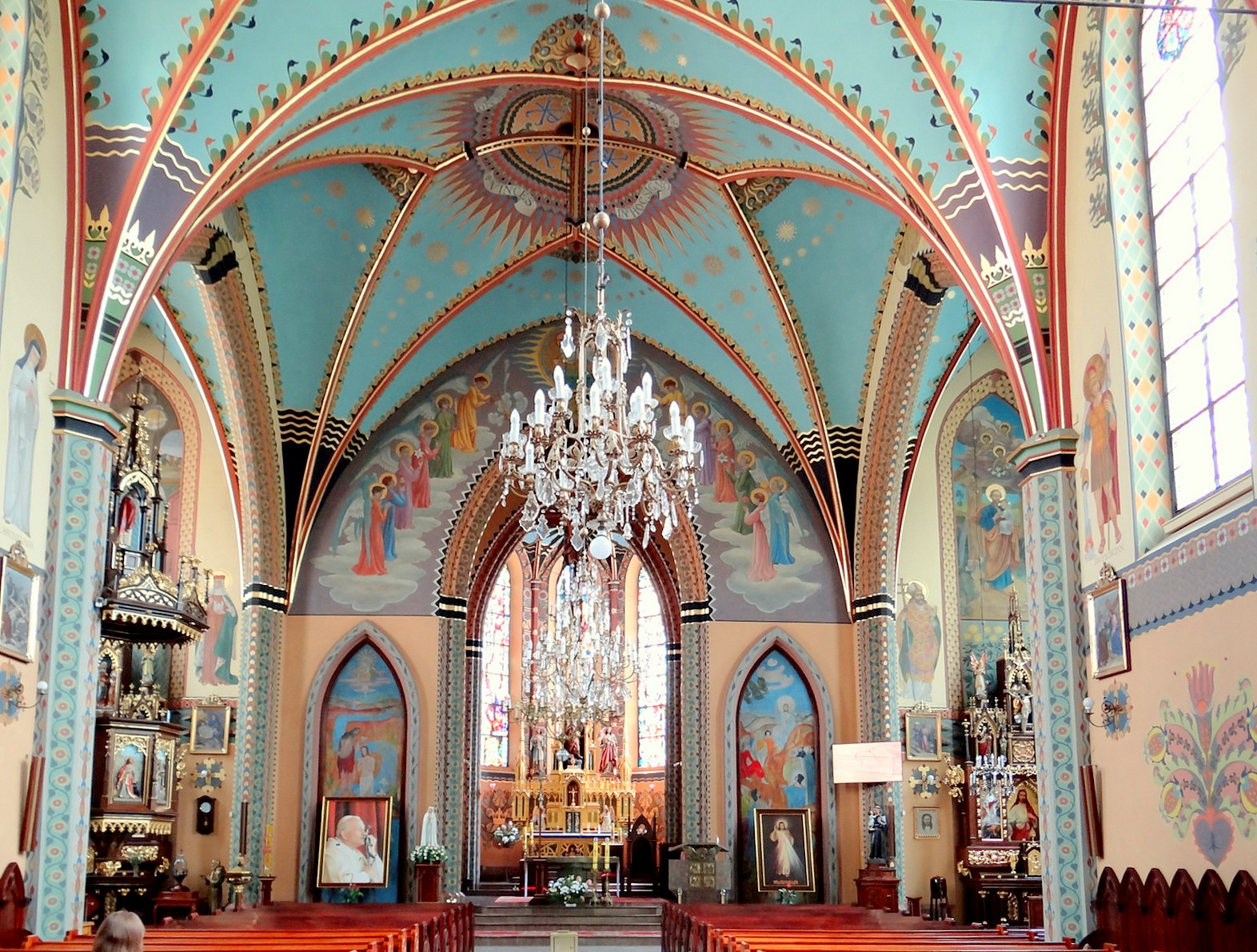
Wnętrze świątyni

Kościół w Mszanie Dolnej wzniesiony został w stylu neogotyckim. Przed wejściem do niego stoi popiersie ks. Stabrawy, który w czasie II wojny światowej pomagał ofiarom holokaustu.
Wnętrze świątyni zdobi misterna polichromia, wykonana w większości w latach 1918–1921 przez Juliana Makarewicza i odnowiona pod koniec XX wieku. Polichromię nad chórem, przedstawiającą św. Franciszka i św. Cecylię, wykonał Erwin Czerwenka.
Światło wpada do wnętrza kościoła przez piękne witraże. Oryginały wykonane zostały w latach 1921 (św. Michał, Dziewczyna w stroju regionalnym), 1929 (Maryja Niepokalanie Poczęta z Dzieciątkiem) i 1930 (św. Józef). Te i pozostałe witraże zostały zniszczone w czasie II wojny i zrekonstruowane na koszt mieszkańców w 1952.

## Ołtarze
ołtarz głównygotycki z figurami św. Michała Archanioła, Pana Jezusa i Matki Bożej.
ołtarze boczne
- ołtarz Matki Bożej Dobrej Rady – umieszczono w nim tryptyk zdobiony scenami z życia Maryi,
- ołtarz Serca Jezusowego – z trzema obrazami: Serce Jezusa, Ukrzyżowanie oraz Przemienienie Pańskie
- ołtarz św. Józefa

## Wyposażenie
Z wyposażenia kościoła na szczególną uwagę zasługują:
- obraz Zaśnięcie Matki Boskiej z początku XVI wieku, malowany na desce, z pozłacanym tłem;
- XVII-wieczna kamienna chrzcielnica;
- kamienna kropielnica z 1698;
- obraz św. Augustyna z dzieckiem przelewającym wodę z XVIII wieku (na plebanii);
- XVIII-wieczne szaty kościelne, w tym ornat z pasa polskiego;
- zdobiona polichromią ambona;
- drewniany krucyfiks na belce tęczowej.